# Хрінове (Новоусманський район)
Хрінове (рос. Хреновое) — село у Новоусманському районі Воронезької області Російської Федерації.
Населення становить 999 осіб (2010). Входить до складу муніципального утворення Хреновське сільське поселення.

## Історія
Населений пункт розташований у історичному регіоні Чорнозем'я. Від 1929 року належить до Новоусманського району, спочатку в складі Центрально-Чорноземної області, а від 1934 року — Воронезької області.
Згідно із законом від 15 жовтня 2004 року входить до складу муніципального утворення Хреновське сільське поселення.

## Населення
| 1885 | 2005  | 2008  | 2010 |
| ---- | ----- | ----- | ---- |
| 1978 | ↘1120 | ↘1040 | ↘999 |